# 扁蒴藤
扁蒴藤（学名：Pristimera indica）为翅子藤科扁蒴藤属下的一个种。种名indica意为印度的。